# Pierre Villeneuve
Pierre-Charles-Jean-Baptiste-Silvestre de Villeneuve (Valensole, 31 de Dezembro de 1763 – Rennes, 22 de Abril de 1806) foi um militar francês, vice-almirante da frota francesa durante as Guerras Napoleónicas, notável pelo seu comando da frota franco-espanhola que fora derrotada por Horatio Nelson e a armada britânica na Batalha de Trafalgar.
Nascido na região dos Alpes da Provença, em 1763, no seio de uma família aristocrata, Pierre Villeneuve  alistou-se na marinha em 1778. Apanhado no meio pelos tempos conturbados da revolução Francesa, optou por retirar o de antes de Villeneuve para esconder a sua origem aristocrática, o que provavelmente o poupou das purgas que afastaram maioria dos oficiais aristocratas, e lhe garantiu a progressão na carreira. Villeneuve demonstrou sempre simpatia para com o movimento revolucionário, o que lhe causou inúmeras inimizades entre os oficiais aristocratas da Armada francesa, quando estes foram reincorporados com urgência para preencher os quadros de comando, devido às necessidades provocadas pelas Guerras Napoleónicas. Participou em inúmeras batalhas e, em 1793, foi promovido a Capitão-de-mar-e-guerra, e promovido a contra-almirante em 1796. Comandou o Guillaume Tell na Batalha do Nilo, de onde conseguiu escapar sem combater. As suspeitas de cobardia influenciaram de maneira notável a sua carreira, mas, alguns anos depois, Napoleão nomeou-o governador da Martinica e promoveu-o a vice-almirante em 1804, entregando-lhe o comando da esquadra francesa do Mediterrâneo, com base em Toulon. Foi ali que recebeu a ordem de se juntar à esquadra de Federico Gravina em Cádis, para criar uma frota aliada destinada a desbloquear os portos franceses de Brest e Rochefort que os ingleses haviam fechado.
Villeneuve é frequentemente retratado como tendo uma personalidade atormentada, o que não é de estranhar dado ter fracassado em muitas das missões que  Napoleão o incumbiu ou ter renegado o seu nome de família para sobreviver à Revolução, e que o transformaram num homem vacilante e obsessivo. A indecisão e a atitude evasiva de Villeneuve na Batalha do Cabo Finisterra, onde também comandava uma frota franco-espanhola, antes de Trafalgar, criou um ambiente de desconfiança e hostilidade entre os oficiais dos dois países, que prejudicou a operacionalidade da frota combinada em Trafalgar.

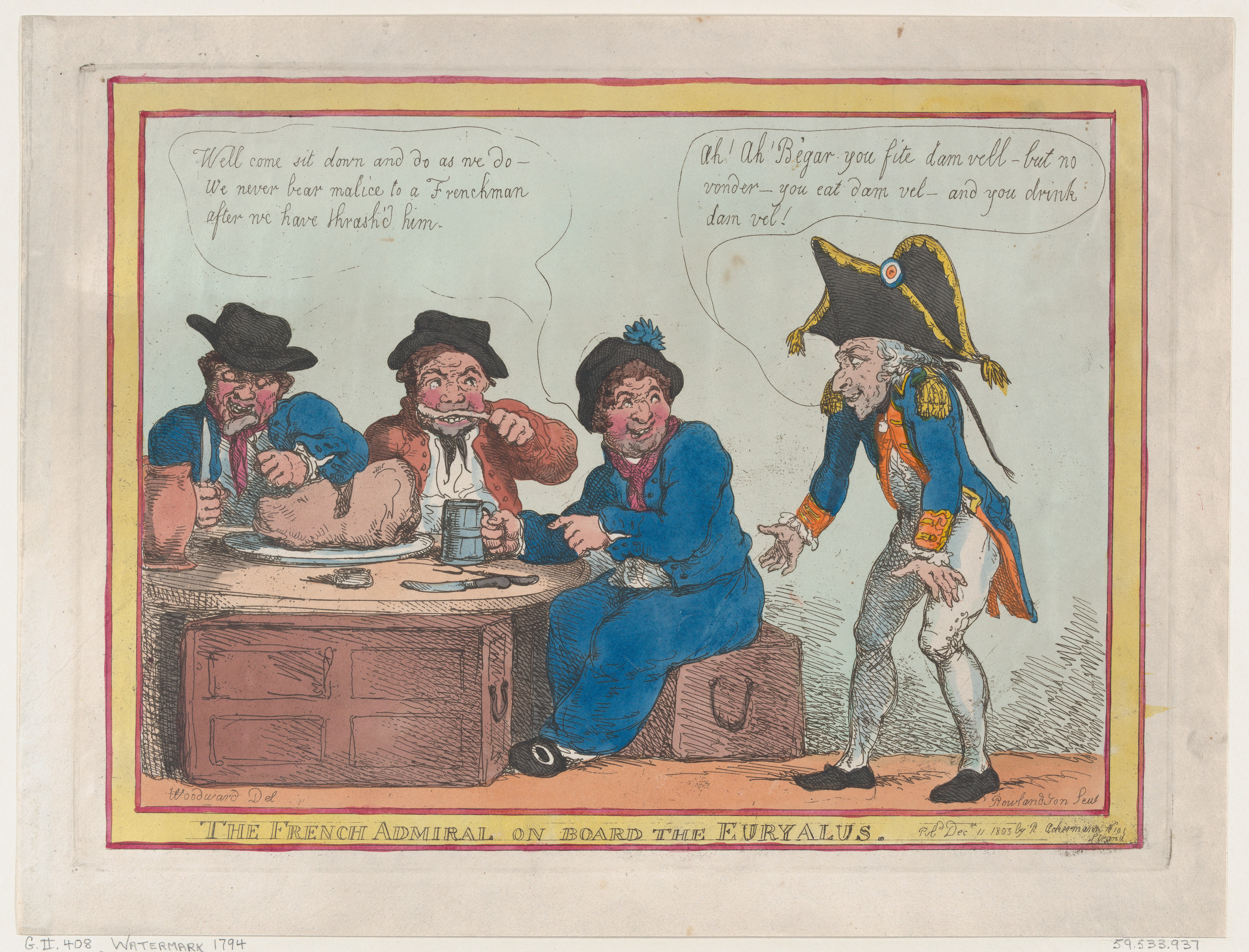
O almirante francês a bordo do Euryalus, de 1805

## A Batalha de Trafalgar
Na Batalha de Trafalgar, Villeneuve foi feito prisioneiro, após lutar até ao fim no seu navio almirante, o Bucentaure, tendo sido levado para Inglaterra. Libertado no ano seguinte, foi encontrado morto num quarto do Hotel de Patrie, em Rennes, quando se dirigia a Paris, a 22 de Abril de 1806, com seis punhaladas no peito. A versão oficial que se tornou pública falava do suicídio de Villeneuve, que foi enterrado sem qualquer cerimónia pública. Há historiadores que sustêm que Napoleão o mandou assassinar.